# Lobocleta croceimarginata
Lobocleta croceimarginata är en fjärilsart som beskrevs av William Schaus 1913. Lobocleta croceimarginata ingår i släktet Lobocleta och familjen mätare. Inga underarter finns listade i Catalogue of Life.